# Włodzimierz Trams
Włodzimierz Bonifacy Trams (ur. 12 maja 1944 w Warszawie, zm. 31 października 2021) – polski koszykarz, występujący na pozycji obrońcy, reprezentant kraju, olimpijczyk.
Uznawany za wielki talent polskiej koszykówki. Był silny, szybki, sprawny i posiadał celny rzut z każdej praktycznie pozycji. Cechowało go tzw. wysokie koszykarskie IQ. Brakowało mu jednak często dyscypliny, miał bardzo trudny charakter. Przez wiele lat występował w stołecznej Legii, z którą sięgał po medale mistrzostw Polski.
Reprezentował barwy Polski w latach 1966–1970. W tym czasie zdążył wystąpić dwukrotnie na mistrzostwach Europy (1967 – Helsinki, 1969 – Neapol), na igrzyskach olimpijskich (1968) oraz mistrzostwach świata (1967). W 1967 zdobył brązowy medal podczas mistrzostw Europy, rozegranych w Finlandii. Wraz z kadrą narodową rozegrał łącznie 118 spotkań, gromadząc na swoim koncie 1019 punktów.
Znajdował się w składzie Legii Warszawa, kiedy ta podejmowała gwiazdy NBA – 4 maja 1964. W zespole All-Stars znajdowali się wtedy: Bill Russell, Bob Pettit, Oscar Robertson, Tom Heinsohn, Jerry Lucas, Tom Gola, Bob Cousy, K.C. Jones, czyli dziś sami członkowie Galerii Sław Koszykówki. Na parkiet nie wszedł, ponieważ Legia przez cały mecz grała tylko składem podstawowym (Janusz Wichowski, Jerzy Piskun, Andrzej Pstrokoński, Tadeusz Suski, Stanisław Olejniczak). Drużyna z Warszawy przegrała to spotkanie 76-96. Różnica punktów okazała się najniższą spośród wszystkich pięciu drużyn, które rywalizowały z NBA All-Stars.
W kwietniu 1967 został powołany do reprezentacji Europy na mecz ze zdobywcą Pucharu Europy – Realem Madryt. Obok Tramsa w meczu wystąpili m.in.: Ivo Daneu (Jugosławia), Massimo Masini (Włochy), Jiří Zídek Sr(Czechosłowacja), Jiří Zedníček (Czechosłowacja). Mecz rozegrano w Antwerpii 1 listopada 1967 r. Gwiazdy FIBA Europy pokonały Real 124:97.
W 1971 został zatrzymany za przemyt złota po powrocie z meczu Pucharu Zdobywców Pucharów. Został skazany za ten czyn na pięć lat pozbawienia wolności i 100 tys. złotych grzywny. Ponadto Polski Związek Koszykówki dożywotnio zdyskwalifikował gracza. Trams opuścił jednak zakład karny przed terminem w 1974 r., a PZKosz uchylił karę dożywotniej dyskwalifikacji.
Pochowany na Cmentarzu Wawrzyszewskim w Warszawie.

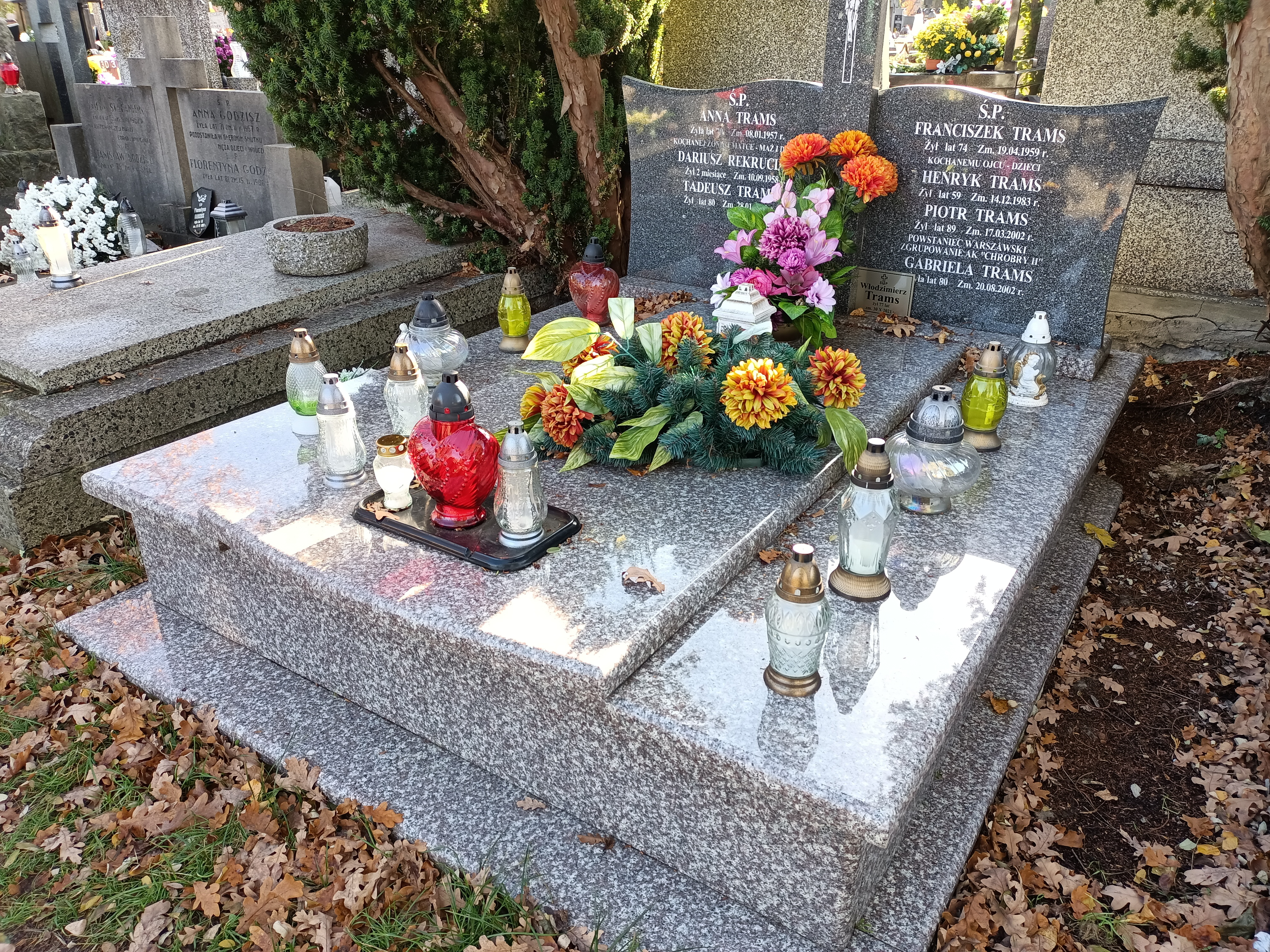
Grób Włodzimierza Tramsa na Cmentarzu Wawrzyszewskim

## Osiągnięcia
Na podstawie, o ile nie zaznaczono inaczej.

### Klubowe
Seniorskie
- Mistrz Polski (1963, 1966, 1969)
- Wicemistrz Polski (1968)
- Zdobywca pucharu Polski (1968, 1970)
- 2-krotny uczestnik 1/4 finału Pucharu Zdobywców Pucharów (1969, 1971)
- Awans do I ligi z Baildonem Katowice (1977)

Młodzieżowe
- Mistrz Polski juniorów (1963)
- Wicemistrz Polski juniorów (1962)

### Indywidualne
- Powołany do reprezentacji Europy na III Festiwal FIBA w Antwerpii (1967)
- Zaliczony do Koszykarskiej Galerii Sław Legii Warszawa (2012)

### Reprezentacyjne
- Brązowy medalista mistrzostw Europy (1967 – Helsinki)
- Zdobywca Pucharu Narodów (1966 – Francja)
- Zwycięzca turnieju o Wielką Nagrodę Sofii (1967)
- Uczestnik:
  - mistrzostw:
    - świata w Montevideo (1967 – 5. miejsce)
    - Europy (1967, 1969 – Neapol – 4. miejsce)

  - Igrzysk Olimpijskich (1968 – 6. miejsce)

### Inne
- Brązowy Medal za Wybitne Osiągnięcia Sportowe (1967)[7]